# Кеннготт, Густав Адольф
Густав Адольф Кеннготт (нем. Gustav Adolf Kenngott; 1818—1897) — немецкий минералог и педагог XIX века, член различных научных обществ и академий, в том числе иностранный член-корреспондент Императорской Санкт-Петербургской Академии Наук (1884).

## Биография
Густав Адольф Кеннготт родился в 1818 году в городе Бреслау (ныне Вроцлав, Польша).
С 1830 года учился в гимназии в Бреслау.
В 1838 году поступил на философский факультет Университета Бреслау, где увлёкся минералогией.
В 1842—1850 годах работал в Университете Бреслау.
В 1852—1856 годах Густав Адольф Кеннготт работал в Минеральнм кабинете в Вене.
В 1856 году занял должность профессора минералогии в Политехнической школе в городе Цюрихе, а в следующем году возглавил кафедру минералогии Цюрихского университета, где проработал до 1893 года.

В конце XIX — начале XX века на страницах «Энциклопедического словаря Брокгауза и Ефрона» о научной деятельности учёного было написано следующее:
 «В своих трудах К. придерживается кристаллографических приемов наследования, придавая, однако, полное значение и химическим методам, как в минералогии, так и в петрографии».
Один из открытых им минералов он назвал «германнит» в честь своего учёного коллеги Иосифа Рудольфовича Германа.
Густав Адольф Кеннготт скончался 4 марта 1897 года в городе Лугано, Швейцария.

## Награды и звания
- 1853 — Большая золотая медаль за достижения в области искусства и науки.
- 1866 — Кавалером Большого Креста итальянского ордена Святого Маврикия и Лазаря.

## Членство в организациях
- 1852 — член-корреспондент немецкой академии естествоиспытателей Леопольдина, действительный член с 1853 года
- 1862 — член-корреспондент Баварской академии наук.
- 1853 — член общества естествоиспытателей в Германнштадте
- 1854 — член общества естествоиспытателей в Штутгарте
- 1854 — член общества естествоиспытателей в Висбадене
- 1855 — член общества естествоиспытателей в Брюнне
- 1855 — член Вернеровского общества геогностических исследований Моравии и Силезии в Брюнне
- 1856 — член общества естествоиспытателей в Граце, почётный член с 1863 года
- 1856 — почётный член общества Пфальца в Дюркхайме
- 1857 — почётный член общества Аугсбурга
- 1857 — член Общества естествоиспытателей в Цюрихе
- 1858 — член общества естествоиспытателей в Пеште
- 1864 — член Нью-Йоркской академии наук
- 1868 — член общества естествоиспытателей в Дрездене
- 1869 — член общества естествоиспытателей в Франкфурте-на-Майне
- 1884 — иностранный член-корреспондент Санкт-Петербургской академии наук, Физико-математическое отделение по разряду физических наук.

## Память
- В честь учёного был назван минерал — кеннготтит[5].

## Избранная библиография
- «Lehrbuch der reinen Krystallographie» (1846);
- «Das Mohsche Mineralsystem, dem gegenwärtigen Staudpunkt der Wissenschaft gemä s bearbeitet» (1853; дополнение 1854);
- «Lehrbuch der Mineralogie» — полный (1851) и сокращенный (1857; 2 изд. 1880);
- «Synonymik der Kristallographie» (1855);
- «Tabellarischer Leitfaden der Mineralogie» (1859);
- «Die Minerale der Schweiz» (1866);
- «Elemente der Petrographie» (1868).
- «Uebersichten der Resultate mineralogischer Forschungen von 1844 bis 1849» (1852; затем продолжено до 1865);
- «120 Kristallformennetze» (1884)
- «Handw örterbuch der Mineralogie, Geologie und Palä ontologie» (1882-86, в сотрудничестве с Ролле и др.)[2].